# Ластівка білоспинна
Ластівка білоспинна (Cheramoeca leucosterna) — вид горобцеподібних птахів родини ластівкових (Hirundinidae). Ендемік Австралії. Це єдиний представник монотипового роду Білоспинна ластівка (Cheramoeca).

## Опис

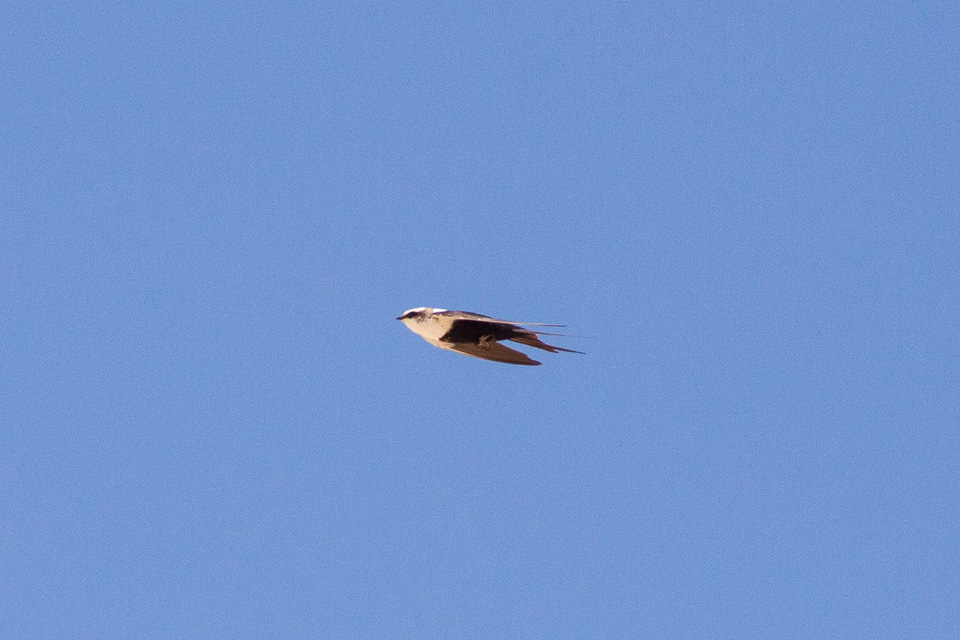
Білоспинна ластівка в польоті

Білоспинна ластівка — дрібна ластівка, середня довжина якої становить 15 см, а середня вага 12-16 г. Вона має струнке тіло обтічної форми, коротку шию, широкий і короткий дзьоб, помітно роздвоєний хвіст і загострені, вигнутої форми крила. Верхня частина голови сіра, над очима білі "брови", які на потилиці переходять у сіру смугу. Спина, горло і груди білі, живіт, крила і хвіст чорні. Очі темні. Виду не притаманний статевий диморфізм. У молодих птахів забарвлення більш тьмяне.

## Поширення і екологія
Білоспинні ластівки мешкають переважно у внутрішніх районах Австралії на південь від Південного Тропіка. Віддають перевагу сухим, відкритим місцевостям, зокрема лукам і чагарниковим заростям в напівпустелях. Живляться комахами, яких ловлять в польоті. Гніздяться в норах на крутих піщаних схилах по берегах річок. Іноді утворюють невеликі колонії. В кладці від 4 до 6 яєць, інкубаційний період триває 15 днів.